# Turkuciowate
Turkuciowate, turkucie (Gryllotalpidae) – rodzina owadów z rzędu prostoskrzydłych (Orthoptera) obejmująca 107 opisanych gatunków. Występują w strefie umiarkowanej i tropikalnej całego świata. Są przystosowane do życia pod ziemią. Typem nomenklatorycznym rodziny jest Gryllotalpa.
Przedstawiciele turkuciowatych mają grube, walcowate, masywne ciała o długości ok. 3–6 cm. Nieduże, paciorkowate oczy złożone położone na niewielkiej głowie. Czułki cienkie i krótkie, przedplecze bardzo duże, silnie rozwinięte, pluszowato owłosione. Silne odnóża przednie są przekształcone na kształt łopat służących do kopania w ziemi. Pozostałe odnóża są stosunkowo krótkie. U samic nie występuje pokładełko. Ubarwienie ciała od jasno- do ciemnobrunatnego, spodnia strona jest najczęściej jaśniejsza.
Wydłużoną głowę ochrania chitynowy pancerz. Skrzydeł używają tylko w okresie godowym, a mogą wtedy przelecieć nawet 8 kilometrów. Są wszystkożerne: żywią się bezkręgowcami (głównie larwami owadów), korzeniami i roślinami. Większość życia spędzają pod ziemią w obszernych systemach tuneli, są zwierzętami o aktywności nocnej.
W Europie stwierdzono występowanie 14 gatunków. W Polsce występuje tylko jeden – turkuć podjadek (Gryllotalpa gryllotalpa).